# جانگ هی‌بین
همسر نجیب‌زادهٔ سلطنتی هی از قبیلهٔ این‌دونگ جانگ (کره‌ای: 희빈 장씨؛ ۳ نوامبر ۱۶۵۹ – ۹ نوامبر ۱۷۰۱) با نام شخصی جانگ اوک‌جونگ (کره‌ای: 장옥정) یکی از همسران پادشاه سوک‌جونگ و مادر پادشاه گیونگ‌جونگ بود. او از سال ۱۶۸۹ تا زمان برکناری‌اش در سال ۱۶۹۴ میلادی ملکه چوسان بود.

## در فرهنگ عامه
- بازی شده توسط کیم جی می در فیلم جانگ هی بین، محصول سال ۱۹۶۱[۲]
- بازی شده توسط نام جونگ ایم در فیلم زن افسونگر، جانگ هی بین، محصول سال ۱۹۶۸[۳]
- بازی شده توسط یون یو جونگ در مجموعه تلویزیونی ام‌بی‌سی، جانگ هی بین، محصول سال ۱۹۷۱[۴]
- بازی شده توسط لی می سوک در مجموعه تلویزیونی ام‌بی‌سی، زنان تاریخ: جانگ هی بین، محصول سال ۱۹۸۱[۴]
- بازی شده توسط جون این هوا در مجموعه تلویزیونی ام‌بی‌سی، ۵۰۰ سال سلسله چوسان، ملکه این‌هیون (اپیزود هشتم)، محصول سال ۱۹۸۸[۴]
- بازی شده توسط جونگ سون کیونگ در مجموعه تلویزیونی اس‌بی‌اس، جانگ هی بین، محصول سال ۱۹۹۵[۴]
- بازی شده توسط کیم هه سو در مجموعه تلویزیونی کی‌بی‌اس۲، داستان سلطنتی: جانگ هی بین، محصول سال ۲۰۰۲[۴][۵]
- بازی شده توسط یون سه آه در فیلم سایه‌ها در قصر، محصول سال ۲۰۰۷
- بازی شده توسط لی سو یون در مجموعه تلویزیونی ام‌بی‌سی، افسانه دونگ‌یی، محصول سال ۲۰۱۰[۶]
- بازی شده توسط چوی وو ری در مجموعه تلویزیونی تی‌وی‌ان، ملکه و من، محصول سال ۲۰۱۲
- تقلید شده توسط اعضای گروه کی-پاپ شینهوا در ورایتی شوی جی‌تی‌بی‌سی، شینهوا برادکستینگ در قسمت ۲۵، اوت سال ۲۰۱۲[۷]
- بازی شده توسط کیم ته هی و کانگ مین آه در مجموعه تلویزیونی اس‌بی‌اس، جانگ اوک‌جونگ، زندگی برای عشق، محصول سال ۲۰۱۳[۸]
- بازی شده توسط اوه یون آه در مجموعه تلویزیونی اس‌بی‌اس، قمارباز سلطنتی، محصول سال ۲۰۱۵